# 查屏球
查屏球（1960年12月15日—），安徽铜陵人，复旦大学教授。

## 生平
1960年出生于安徽铜陵，1979年以全市高考文科第一的成绩考取安徽师范大学中文系。1983年大学毕业后，回到家乡铜陵教书。1990年开始从事高校教学工作，1996年获南京师范大学博士学位。1996年至1999年，在复旦大学任教，曾任中国古典文学教研室主任。1999年任韩国釜山大学中文系教授。其间先后在韩国全南国立大学、日本神户市外国语大学交流讲学。2011年重回复旦大学任教。
主要从事中国古代文学史研究工作。主持多项国家社科基金重大项目等科研项目多项，发表论文近百篇。研究成果曾荣获上海市社科奖、教育部人文社科奖等。兼任中国唐代文学学会副秘书长、中国李白学会副会长、中国刘禹锡研究会副会长。

## 著作
- 《唐学与唐诗：中晚唐诗风的一种文化考察》（2000年，商务印书馆）
- 《从游士到儒士：汉唐士风与文风论稿》（2005年，复旦大学出版社）
- 《甲午日本汉诗选录》（2017年，凤凰出版社）
- 《梯航集》（2018年，上海古籍出版社）
- 《抄本、印本与小集、大集》（主编）（2021年，复旦大学出版社）